# Piscina (architektura)
Piscina – w starożytnym Rzymie basen lub zbiornik na wodę umieszczany w termach. Również określenie stosowane dla sztucznych sadzawek w ogrodach bogatych Rzymian.
We wczesnym chrześcijaństwie nazwę te stosowano na umywalkę stosowaną do mycia naczyń komunijnych. Umieszczano je w pobliżu kościelnego ołtarza w prezbiterium, czasem w zakrystii. Z reguły wykonywano je z kamienia, posiadały także odpływ. W kościołach prawosławnych piscina nazywa się thalassidion.